# Tritonoturris obesa
Tritonoturris obesa é uma espécie de gastrópode do gênero Tritonoturris, pertencente a família Raphitomidae.